# The Portrait of Lady Anne
The Portrait of Lady Anne est un film muet américain sorti en 1912.

## Fiche technique
- Titre original : The Portrait of Lady Anne
- Scénariste : Lloyd Lonergan
- Production : Thanhouser Film Corporation
- Pays d'origine :  États-Unis
- Format : Noir et blanc - Film muet
- Durée : 15 minutes
- Genre : drame
- Date de sortie :  États-Unis : 23 juillet 1912

## Distribution
- Florence LaBadie : Lady Anne
- Justus D. Barnes : Le père de Lady Anne en 1770
- William Russell : le prétendant éconduit de Lady Anne
- Harry Benham : un prétendant de Lady Anne en 1912